# 斜紋夜盜蛾
斜紋夜盜蛾（学名：Spodoptera litura）是鱗翅目夜蛾科夜盜蛾屬的一种蛾，俗稱黑肚蟲、土蟲或行軍蟲，分布於亞洲與大洋洲，於1775年由丹麥昆蟲學家约翰·克里斯蒂安·法布里丘斯發表描述。本種一年可繁衍8至11個世代，初孵化的幼蟲為灰綠色，具群集性，三齡以後幼蟲漸轉為黑色。幼蟲晝伏夜出，雜食性，可危害多種作物如葉菜類、茼蒿、落花生、田菁、毛豆、紅豆、青蔥、玉米、花卉、瓜果類及印度棗、木瓜等果樹等多種作物，幼蟲食量極大，會大量啃食植株心梢及葉片，嚴重時常導致全園廢耕。
斜紋夜盜蛾成蟲體長約2公分，外觀呈黑褐色，翅中央有一條寬長灰白斜帶為其辨識特徵，有趨光性，雌蟲交尾後飛至植株葉背產下數十至數百粒卵，堆集成卵塊，其上附有雌蟲的鱗毛。
本種常與同屬的棉花夜蛾（S. littoralis）混淆，兩種蛾幼蟲與成蟲的外型幾乎相同，一般常以生殖器的形態差異鑑別兩物種。

## 圖集

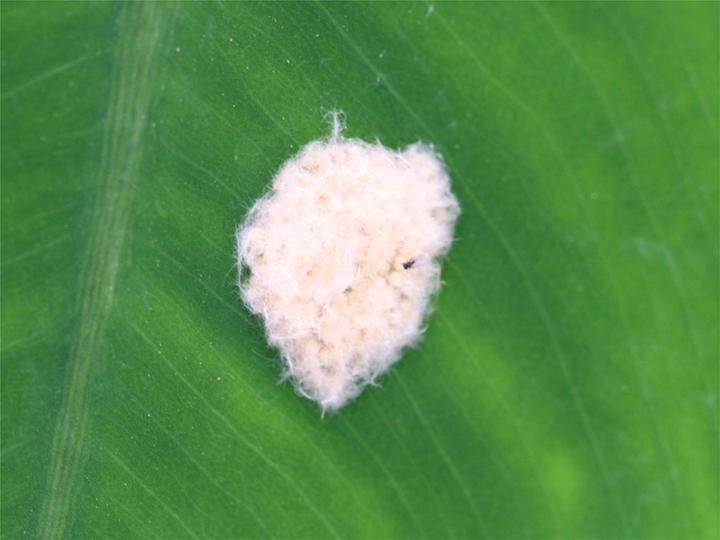
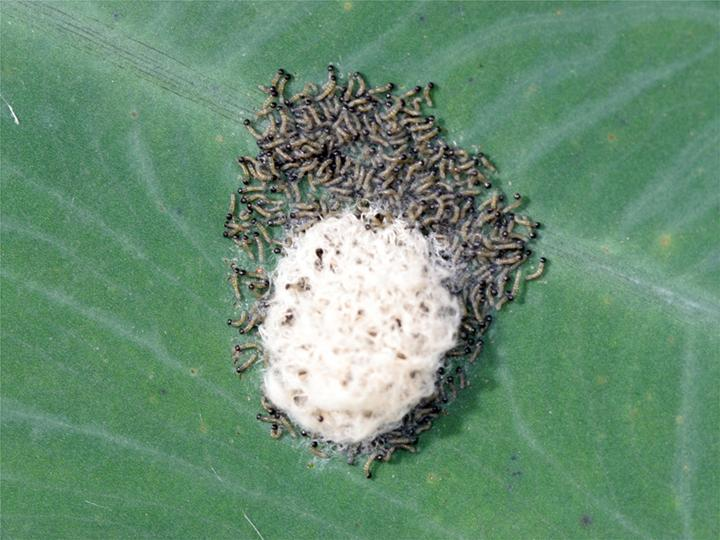
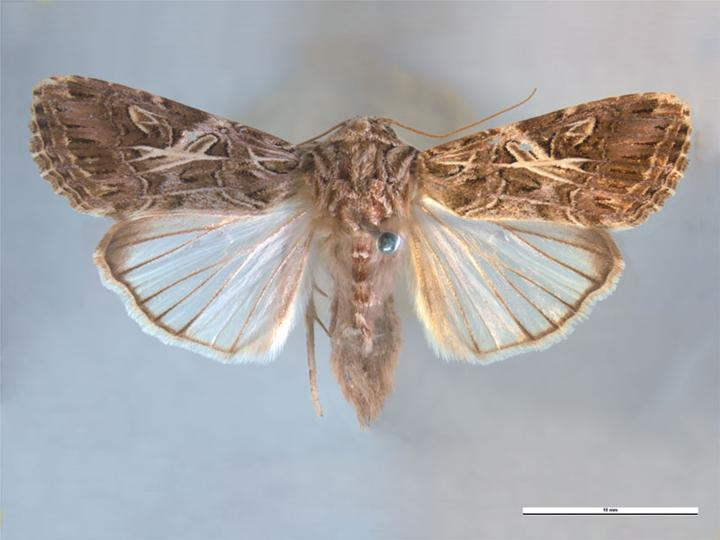
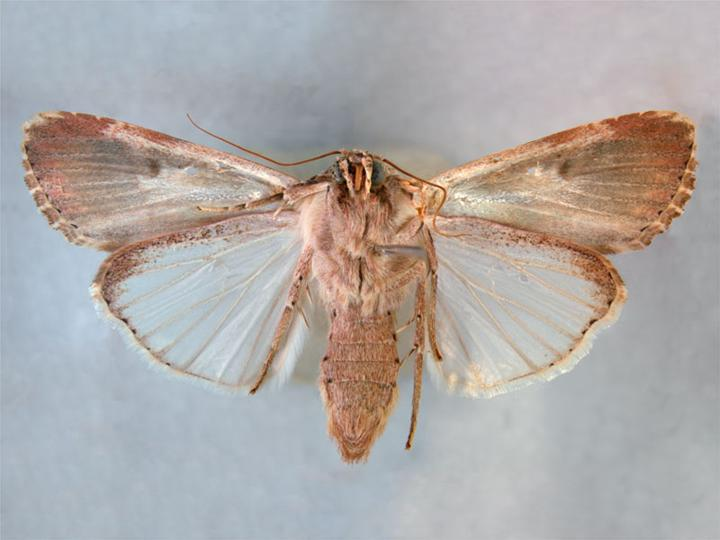
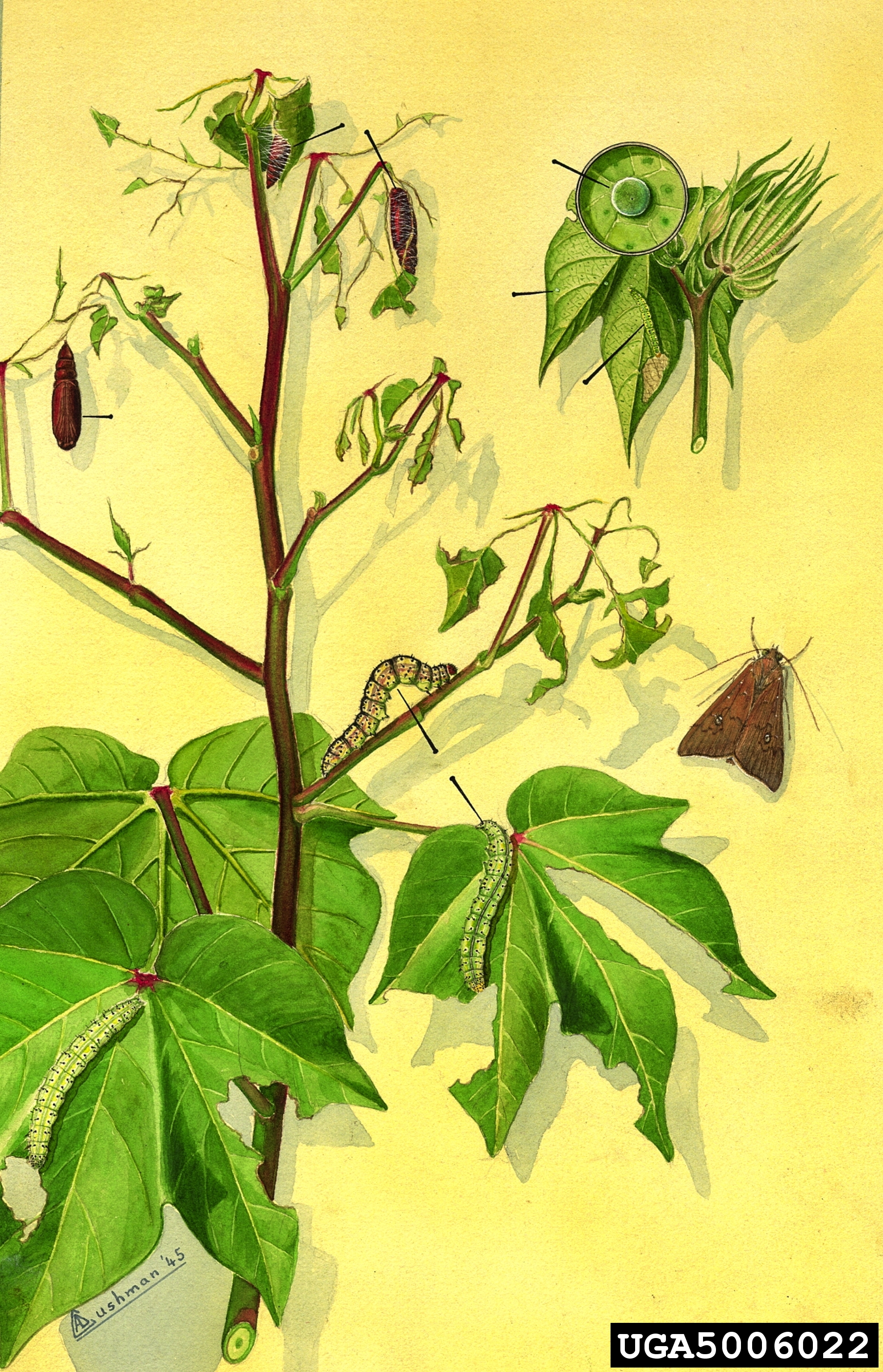